# Sasia
Sasia é um género de aves da família dos pica-paus. 

## Lista de espécies
O género Sasia é composto por três espécies: 
- Sasia africana, pica-pau-pigmeu
- Sasia abnormis, picapauzinho-ruivo
- Sasia ochracea, picapauzinho-de-sobrancelhas-brancas[3]